# Saccharata intermedia
Saccharata intermedia är en svampart som beskrevs av Crous & Joanne E. Taylor 2009. Saccharata intermedia ingår i släktet Saccharata och familjen Botryosphaeriaceae.   Inga underarter finns listade i Catalogue of Life.